# NGC 1180
NGC 1180 ist eine Elliptische Galaxie vom Hubble-Typ E/S0 im Sternbild Eridanus am Südsternhimmel. Sie ist schätzungsweise 420 Millionen Lichtjahre von der Milchstraße entfernt und hat einen Durchmesser von etwa 75.000 Lichtjahren.

Im selben Himmelsareal befinden sich unter anderem die Galaxien NGC 1172, NGC 1181, NGC 1188, NGC 1189.
Das Objekt wurde am 31. Dezember 1885 von dem US-amerikanischen Astronomen Francis Preserved Leavenworth entdeckt.